# USS Decatur (DD-936)
USS Decatur (DD-936/DDG-31) là một tàu khu trục lớp Forrest Sherman từng hoạt động cùng Hải quân Hoa Kỳ trong giai đoạn Chiến tranh Lạnh. Nó là chiếc tàu chiến thứ tư của Hải quân Hoa Kỳ được đặt cái tên này, được đặt theo tên Thiếu tướng Hải quân Stephen Decatur (1779-1820), người từng tham gia cuộc Chiến tranh 1812. Nó đã dành hầu hết thời gian hoạt động trước cải biến để phục vụ tại khu vực Đại Tây Dương và Địa Trung Hải, từng hoạt động trong vụ Khủng hoảng tên lửa Cuba năm 1962. Sau khi được hiện đại hóa và xếp lại lớp thành tàu khu trục tên lửa điều khiển DDG-31 vào năm 1966, nó chuyển sang phục vụ thuần túy tại khu vực Thái Bình Dương và Viễn Đông, từng tham gia cuộc Chiến tranh Việt Nam, cho đến khi xuất biên chế vào năm 1983. Con tàu cuối cùng bị đánh chìm như một mục tiêu vào năm 2004. Decatur được tặng thưởng sáu Ngôi sao Chiến trận do thành tích phục vụ tại Việt Nam.

## Thiết kế và chế tạo
Khi đưa vào hoạt động, lớp Forrest Sherman là những tàu khu trục Hoa Kỳ lớn nhất từng được chế tạo, dài 418 foot (127 m) và trọng lượng choán nước tiêu chuẩn 2.800 tấn (2.800 tấn Anh). Nguyên được thiết kế theo dự án SCB 85, chúng được trang bị ba pháo 5 inch (127 mm)/54 caliber trên ba tháp pháo đơn (một phía mũi, hai phía đuôi tàu), bốn pháo phòng không 3 inch (76 mm)/50 caliber trên hai tháp pháo đôi, cùng súng cối Hedgehog và ngư lôi chống ngầm.
Decatur được đặt lườn tại Xưởng tàu Fore River của hãng Bethlehem Steel Corporation ở Quincy, Massachusetts vào ngày 13 tháng 9, 1954. Nó được hạ thủy vào ngày 15 tháng 12, 1955, được đỡ đầu bởi các bà W. A. Pierce và D. J. Armsden, những hậu duệ của Thiếu tướng Decatur. Con tàu nhập biên chế cùng Hải quân Hoa Kỳ vào ngày 7 tháng 12, 1956 dưới quyền chỉ huy của Hạm trưởng, Trung tá Hải quân John J. Skahill.

## Lịch sử hoạt động

### 1956 - 1966
Sau khi tiến hành chạy thử máy huấn luyện tại khu vực biển Caribe trong năm 1957, Decatur khởi hành từ Newport, Rhode Island vào ngày 3 tháng 9 để tham gia cuộc Tập trận "Strikeback" của Khối NATO, và đã ghé thăm Rosyth, Scotland trước khi quay trở về vào ngày 22 tháng 10. Con tàu hoạt động tại chỗ cho đến ngày 1 tháng 2, 1958, khi nó được biệt phái sang phục vụ cùng Đệ Lục hạm đội tại khu vực Địa Trung Hải, rồi quay trở về cảng nhà vào ngày 28 tháng 8.
Decatur tiếp tục thực hiện một đợt biệt phái tương tự sang khu vực Địa Trung Hải từ ngày 7 tháng 8, 1959 đến ngày 26 tháng 2, 1960. Sau đó nó tham gia các cuộc tập trận chống tàu ngầm cùng các chuyến đi huấn luyện thực hành dành cho học viên sĩ quan tại vùng biển Đại Tây Dương từ tháng 3 đến tháng 6. Nó khởi hành vào ngày 6 tháng 9 cho một chuyến kéo dài, đi đến phía Bắc vòng Bắc Cực và Địa Trung Hải rồi vượt kênh đào Suez để tiến vào Ấn Độ Dương và vùng vịnh Ba Tư. Khi quay trở lại Địa Trung Hải nó hoạt động cùng Đệ Lục hạm đội cho đến khi quay trở về Newport vào giữa tháng 12.
Decatur tiếp tục thực hiện những đợt biệt phái tương tự sang Địa Trung Hải vào cuối những năm 1950 và đầu những năm 1960, tham gia vào hoạt động thu hồi tàu không gian trong tháng 9, 1961 cũng như tham gia hoạt động "cô lập" Cuba trong vụ Khủng hoảng tên lửa Cuba vào tháng 11 và tháng 12, 1962. Đang khi thực hành chống tàu ngầm ngoài khơi Virginia Capes vào ngày 6 tháng 5, 1964, nó mắc tai nạn va chạm với tàu sân bay Lake Champlain (CVS-39), và bị hư hại nặng cấu trúc thượng tầng. Nó được kéo về Norfolk, Virginia và được sửa chữa tạm thời cặp bên mạn tàu tiếp liệu khu trục Shenandoah (AD-26) trước khi quay trở lại Newport. Chiếc tàu khu trục bị hư hại nặng không được sửa chữa được đưa về thành phần dự bị, chờ đợi để được nâng cấp hiện đại hóa, rồi cuối cùng được cho xuất biên chế vào ngày 15 tháng 6, 1965.

### 1966 - 1983

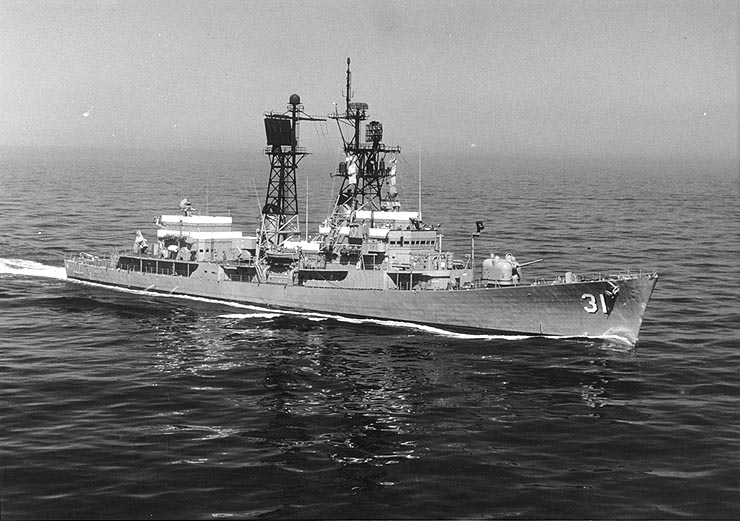
Decatur (DDG-31) trên đường đi ngoài khơi San Diego, California, tháng 6 năm 1976.

Trong hai năm tiếp theo, Decatur được cải biến thành một tàu khu trục tên lửa điều khiển tại Xưởng hải quân Boston, Massachusetts. Trong quá trình cải biến, cầu tàu được thay đổi đáng kể, và nó được nâng cấp vũ khí phòng không với tên lửa đất đối không RIM-24 Tartar và vũ khí chống ngầm là tên lửa RUR-5 ASROC; ngoài ra, hệ thống động lực được cải tiến toàn bộ, cũng như bổ sung thêm nhiều thiết bị điện tử tiên tiến. Nó được xếp lại lớp với ký hiệu lườn mới DDG-31 vào ngày 15 tháng 9, 1966, rồi tái biên chế trở lại vào ngày 29 tháng 4, 1967 dưới quyền chỉ huy của Hạm trưởng, Trung tá Hải quân Lee Baggett Jr..
Vào tháng 9, 1967, Decatur được điều sang phục vụ cùng Hạm đội Thái Bình Dương, và có lượt hoạt động đầu tiên cùng Đệ Thất hạm đội tại khu vực Tây Thái Bình Dương từ tháng 7, 1968 đến tháng 2, 1969. Giống như trong hai lượt hoạt động khác tại Viễn Đông vào năm 1970 và 1971-1972, chiếc tàu khu trục đã tham gia tác chiến trong cuộc Chiến tranh Việt Nam, đồng thời ghé thăm nhiều cảng tại Nam Thái Bình Dương. Con tàu lại được biệt phái sang hoạt động tại Viễn Đông vào các năm 1973, 1974-1975, 1976-1977 và 1978-1979. Chuyến đi cuối cùng đã đưa nó đi sang Ấn Độ Dương, nơi trở thành một trọng tâm hoạt động của Hải quân Hoa Kỳ khi tình hình chính trị của vùng vịnh Ba Tư ngày càng trở nên bất ổn.
Đến năm 1981 và một lần nữa vào năm 1982, Decatur tiếp tục được phái sang hoạt động cùng Đệ Thất hạm đội tại khu vực Tây Thái Bình Dương, và vào năm 1983 đến vùng vịnh Ba Tư. Sau khi quay trở về sau lượt biệt phái cuối cùng, chiếc tàu khu trục được cho xuất biên chế vào cuối tháng 6, 1983, và rút tên khỏi danh sách Đăng bạ Hải quân vào tháng 3, 1988.

### 1994 - 2003

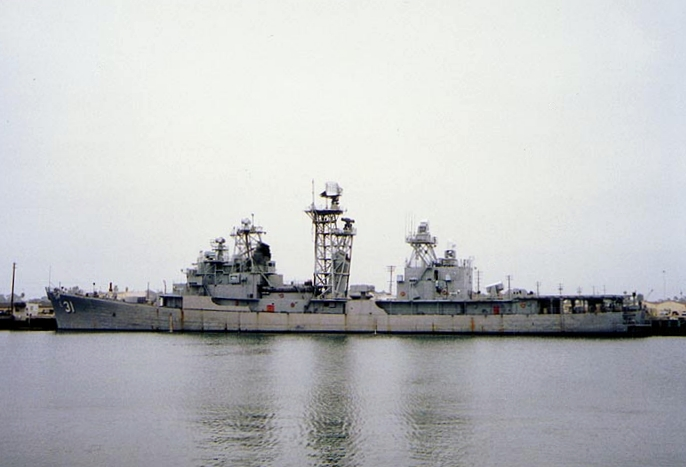
Decatur như một tàu thử nghiệm tự vệ của Hải quân Hoa Kỳ, năm 2003.

Sau khi được cải biến vào cuối thập niên 1980 và đầu thập niên 1990, từ ngày 4 tháng 3, 1992, lườn tàu của Decatur được tiếp tục sử dụng như một tàu thử nghiệm tự vệ (SDTS: Self Defense Test Ship) của Hải quân Hoa Kỳ tại bờ biển Thái Bình Dương; trong giai đoạn này ký hiệu "E31" được sơn trên thân tàu. Từ năm 1994 đến năm 2003. Nó được sử dụng trong nhiều thử nghiệm các hệ thống phản công đối phó tên lửa chống hạm và các mối đe dọa khác.
Sau khi vai trò thử nghiệm này được tàu khu trục USS Paul F. Foster (DD-964) đã xuất biên chế thay thế, Decatur cuối cùng bị loại bỏ như một mục tiêu thực hành trong khuôn khổ cuộc Tập trận RIMPAC 2004 ngoài khơi Hawaii, và đắm tại tọa độ 22°57′B 159°55′T / 22,95°B 159,917°T vào ngày 14 tháng 7, 2004 hoặc là 21 tháng 7, 2004.